# 단칸방로맨스
단칸방로맨스(1993년 7월 9일 ~)는 대한민국의 가수다. 2016년 싱글 [소소한 습관들]로 데뷔했다.

## 방송
- 스타 오디션 위대한 탄생 3 - Top24